# Mango, Piemonte
Mango är en ort och kommun i provinsen Cuneo i regionen Piemonte i Italien. Kommunen hade 1 318 invånare (2018).